# Fluxo zonal

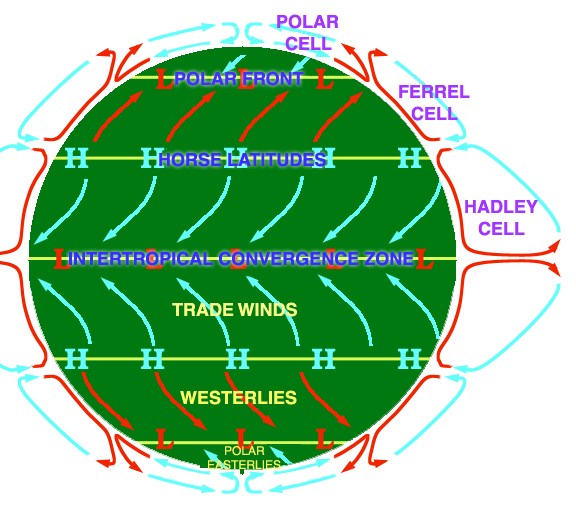
Esquema da circulação geral da atmosfera, mostrando os ventos latitudinais predominantes (fluxo zonal)

Fluxo zonal é um termo meteorológico que é usado para designar todos os fluxos atmosféricos (correntes de ar) associados com a grande circulação geral da atmosfera que seguem paralelamente às linhas de latitude da Terra. É o oposto de fluxo meridional, que são correntes de ar que seguem paralelamente aos meridianos. Os fluxos zonais geralmente estão associados às divisas das principais células da circulação atmosférica: as células de célula de Hadley, entre as latitudes 0° a 30° de cada hemisfério terrestre, de Ferrel, localizada entre as latitudes 30° e 60°, e a polar, localizada entre as latitudes 60° e 90°.
Na linha do Equador, na divisa entre as células de Hadley de cada hemisfério, o fluxo zonal predominante são os ventos alísios, que seguem de leste para oeste. Na divida das células de Hadley e Ferrel, o fluxo zonal predominante são os ventos do oeste, que seguem de oeste para leste. Próxima aos pólos geográficos, na divisa das células de Ferrel e polar, o fluxo zonal predominante são os ventos do leste polares.